# Quảng Ninh (huyện)
Quảng Ninh là một huyện thuộc tỉnh Quảng Bình, Việt Nam.

## Địa lý

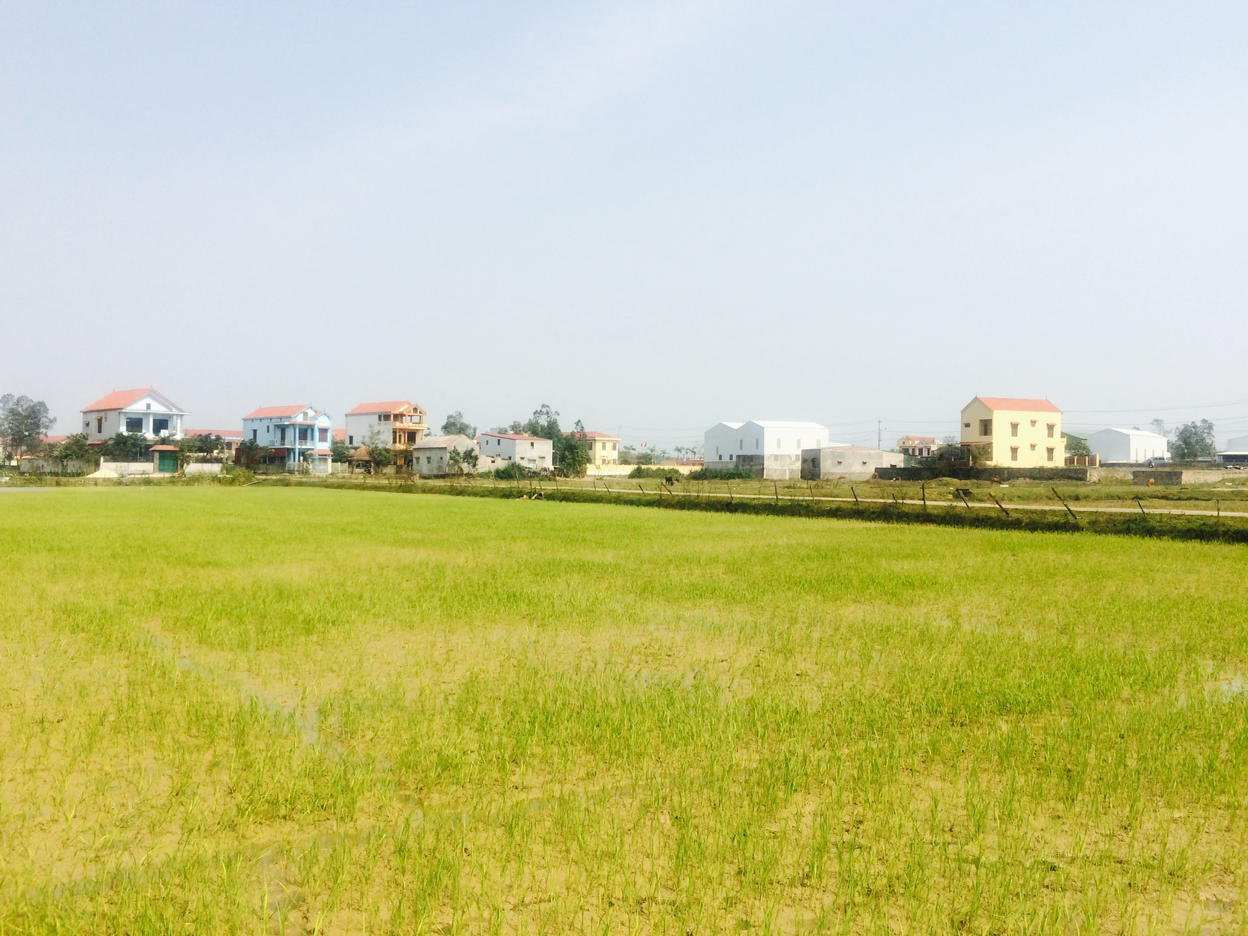
Một cánh đồng ở thị trấn Quán Hàu

Huyện Quảng Ninh nằm ở phía nam tỉnh Quảng Bình, có vị trí địa lý:
- Phía nam huyện giáp huyện Lệ Thủy
- Phía bắc giáp thành phố Đồng Hới và huyện Bố Trạch
- Phía đông giáp Biển Đông
- Phía tây là dãy Trường Sơn, giáp biên giới Lào.

Huyện Quảng Ninh có diện tích 1.194 km², dân số năm 2019 là 90.335 người, mật độ dân số đạt 76 người/km².
Sông ngòi chính chảy qua huyện chủ yếu là sông Long Đại, một chi lưu của sông Nhật Lệ (nhánh kia là sông Kiến Giang chảy qua huyện Lệ Thủy).

## Hành chính
Huyện Quảng Ninh có 15 đơn vị hành chính cấp xã trực thuộc, bao gồm thị trấn Quán Hàu (huyện lỵ) và 13 xã: An Ninh, Duy Ninh, Gia Ninh, Hải Ninh, Hàm Ninh, Hiền Ninh, Tân Ninh, Trường Sơn, Trường Xuân, Vạn Ninh, Vĩnh Ninh, Võ Ninh, Xuân Ninh.
Từ ngày 01/7/2025, huyện Quảng Ninh không còn nữa. Thay vào đó huyện Quảng Ninh (cũ) thuộc tỉnh Quảng Trị, còn 4 xã: Quảng Ninh (Vĩnh Ninh, Võ Ninh, Hàm Ninh, Quán Hàu), trụ sở tại Quán Hàu. Ninh Châu (Tân Ninh, Gia Ninh, Duy Ninh, Hải Ninh), trụ sở tại Gia Ninh. Trường Ninh (Vạn Ninh, An Ninh, Xuân Ninh, Hiền Ninh), trụ sở tại Hiền Ninh. Trường Sơn (Trường Xuân, Trường Sơn), trụ sở tại Trường Sơn.

## Lịch sử
Trước đây, lúc tỉnh Bình Trị Thiên được thành lập, huyện Quảng Ninh và huyện Lệ Thủy được sáp nhập thành huyện Lệ Ninh đến năm 1990 lại tách ra thành hai huyện như trước.
Sau năm 1975, huyện Quảng Ninh thuộc tỉnh Bình Trị Thiên, bao gồm 17 xã: An Ninh, Bảo Ninh, Đức Ninh, Duy Ninh, Gia Ninh, Hàm Ninh, Hiền Ninh, Lộc Ninh, Lương Ninh, Lý Ninh, Nghĩa Ninh, Tân Ninh, Trường Sơn, Vạn Ninh, Vĩnh Ninh, Võ Ninh và Xuân Ninh.
Từ năm 1979, tách 5 xã: Bảo Ninh, Đức Ninh và Lộc Ninh, Lý Ninh (nay là 2 phường Bắc Lý và Nam Lý) và Nghĩa Ninh được sáp nhập về thị xã Đồng Hới (nay là thành phố Đồng Hới).
Ngày 17 tháng 9 năm 1981, thành lập xã Trường Xuân.
Ngày 6 tháng 1 năm 1983, chia xã Gia Ninh thành 2 xã: Hải Ninh và Gia Ninh.
Ngày 30 tháng 6 năm 1989, huyện Lệ Ninh thuộc tỉnh Quảng Bình vừa được tái lập.
Ngày 28 tháng 4 năm 1999, thành lập thị trấn Quán Hàu (thị trấn huyện lỵ huyện Quảng Ninh) trên cơ sở 186 ha diện tích tự nhiên và 3.515 nhân khẩu của xã Lương Ninh; 138,4 ha diện tích tự nhiên và 1.011 nhân khẩu của xã Vĩnh Ninh.
Ngày 1 tháng 12 năm 2024, sáp nhập xã Lương Ninh vào thị trấn Quán Hàu.
Huyện Quảng Ninh có 1 thị trấn và 13 xã như hiện nay.

## Kinh tế
Huyện Quảng Ninh có diện tích 1.194 km², dân số năm 2019 là 90.335 người. Huyện có 25 km bờ biển và có 35 km đường biên giới với Cộng hòa Dân chủ Nhân dân Lào . Trong "Bát danh hương" của Quảng Bình, Quảng Ninh có 4 làng đó là Văn La, Võ Xá, Cổ Hiền và Kim Nại.
Về cát, Quảng Bình nói chung và Quảng Ninh nói riêng, mà cụ thể là các xã dọc tuyến đường Quốc lộ 1, ở phía Đông đều là những động cát trắng trải rộng hàng cây số trước khi đến biển. Khác biệt với những nơi khác, những động cát ở đây rất cao, có khi đến 20-30 mét và thường di chuyển sâu vào làng mạc, ruộng đồng, nhất là lúc có gió mùa đông bắc. Mùa mưa lũ, giữa các đồi cát thường xuất hiện những bàu nước trong vắt, sâu nhất cũng đến 3 mét. Một điểm rất lạ là, các bàu nước ở đây chỉ có nước vào mùa mưa lũ, mùa hè nắng nóng như thiêu như đốt, đều bị giới hạn xung quanh bởi các đòi cát cao, không thông với các sông suối hay ruông động, nhưng lại xuất hiện nhiều loài cá. Có ý kiến giải thích là do chim di cư đưa đến, có ý kiến cho rằng trứng cá sống được qua mùa nắng nóng, tuy nhiên chưa có sự kiểm chứng của khoa học.

## Văn hóa
Trên địa phận Quảng Ninh cũng là chiến trường ác liệt trong giai đoạn Trịnh - Nguyễn phân tranh. Bằng chứng đó là Lũy Thầy do Đào Duy Từ chỉ huy xây dựng vẫn còn vết tích dọc bờ nam sông Kiến Giang đoạn chảy qua xã Hiền Ninh.
Quảng Ninh cũng là địa danh nổi tiếng có nhiều đầm lầy, cát trắng ven biển. Đầm lầy nhiều nhất là ở khu vực làng Võ Xá, nơi đây đầm lầy nổi tiếng với câu "Sợ nhất Lũy Thầy, sợ nhì đầm lầy Võ Xá". Thời chống Mỹ cứu nước khi quân và dân xã Võ Ninh bắn rơi máy bay, có phi công Mỹ đã rơi xuống đầm lầy tại đây và dễ dàng bị bắt sống. Trong thời bình, nhiều kẻ trộm nơi khác đến đây "hoạt động" khi bị nhân dân truy đuổi cũng đã sa vào "bẫy" đầm lầy.
Quảng Ninh cũng là nơi có những bến phà quan trọng trong tuyến vận chuyển Bắc - Nam thời chống Mỹ cứu nước như phà Quán Hàu, phà Long Đại, làng chiến đấu Quảng Xá... Đây là những điểm bắn phá ác liệt của Mỹ nhằm cắt đường tiếp tế của miền Bắc cho chiến trường miền Nam. Nhân dân nơi đây có truyền thống anh hùng với "xe chưa qua nhà không tiếc, đường chưa thông không tiếc máu xương"... Vết tích chiến tranh nơi đây vẫn còn nhiều, ngoài con người mang trên mình những thương tật, vẫn còn đó vô số hố bom, vẫn còn đó rất nhiều và rất nhiều mảnh bom, đầu đạn Mỹ còn sót lại, bị chôn sâu dưới các lòng đất, động cát, mà điển hình nhất là sau các trận gió mùa đông bắc thổi cát bay đi, nó lại lộ nguyên hình tiếp tục đe dọa mạng sống con người...

## Giao thông
Huyện Quảng Ninh có tuyến Quốc lộ 1 và Đường Hồ Chí Minh chạy qua, cầu Quán Hàu bắc qua sông Nhật Lệ. Đường sắt Bắc Nam chạy qua khu vực trung du của huyện. Trung tâm huyện nằm cách 12 km về phía nam của sân bay Đồng Hới.
Đây cũng là địa phương có dự án Đường cao tốc Bùng – Vạn Ninh và Đường cao tốc Vạn Ninh – Cam Lộ đi qua đang được xây dựng.